# Alvin Loftes
Alvin Hjalmar Loftes (Providence, 1º gennaio 1890 – Narragansett, luglio 1971) è stato un ciclista su strada statunitense.

## Palmarès

### Olimpiadi
- Bronzo a Stoccolma 1912 nella corsa a squadre.